# Khalida Safarova
Khalida Alakbar gizi Safarova (en azerí: Xalidə Ələkbər qızı Səfərova; Gəncə, 25 de agosto de 1926 – Bakú, 23 de diciembre de 2005) fue una pintora de Azerbaiyán, que recibió la distinción de Artista del Honor en 1977 y Artista del Pueblo en 1989 de la República Socialista Soviética de Azerbaiyán.

## Biografía
Khalida Safarova nació el 25 de agosto de 1926 en Ganyá. Entre 1941 y 1944 estudió en la Escuela Estatal de Arte de Azerbaiyán en nombre de Azim Azimzade. En 1955 se graduó de la Universidad Panrusa Guerásimov de Cinematografía. En 1946 se casó con Mahmud Taghiyev, pintor de Azerbaiyán.
El primer trabajo de Safarova fue Carta desde el frente. Su segundo trabajo, las ilustraciones del poema Cosroes y Shirin de Nezamí Ganyaví, se exhibió en la exposición de la Academia de Artes de la Unión Soviética, en el aniversario del Instituto Estatal de Cinematografía de la Unión Soviética y también en el festival de cine de Praga y de París en 1956.
Sus obras también se exhibieron en exposiciones organizadas en Bakú, Moscú, Turquía, Rumania, Hungría, Polonia, Argelia e Israel.
Safarova murió el 23 de diciembre de 2005 y fue enterrada en Bakú.

## Premios y títulos
- 1977 - Artista de Honor de la RSS de Azerbaiyán.[3]
- 1989 - Artista del Pueblo de la RSS de Azerbaiyán.